# Рене Биторајац
Рене Биторајац (Загреб, 2. март 1972) хрватски је филмски и позоришни глумац.

## Биографија
Са седам година примљен је у Загребачко казалиште младих, чији је члан био пуних дванаест година, до завршетка средње школе. Прву филмску улогу одиграо је 1981. године у филму Гости из галаксије Душана Вукотића, а први пут је наступио као водитељ 1984. године на Дјечјем фестивалу у Шибенику. Завршио је Основну музичку школу за трубу.
Глуму је студирао од 1991. до 1996. године у класи Неве Рошић и Тонка Лонзе. Колеге на класи су му били Тарик Филиповић, Горан Вишњић и Луција Шербеџија.
По дипломирању, 1996. године постаје члан ансамбла „СК Керемпух”, да би се, после седам година, одлучио за каријеру самосталног уметника. Поред бављења водитељским послом, снимио је и серију реклама за Ледо сладоледе.
На 56. фестивалу играног филма одржаном 2009. године у Пули добио је Златну арену за најбољу главну мушку улогу за лик Крпе у филму Метастазе.

## Улоге
| Год.       | Назив                                   | Улога               |
| ---------- | --------------------------------------- | ------------------- |
| 1981.      | Гости из галаксије                      | Тарго               |
| 1984.      | Тајна старог тавана                     | Адам                |
| 1985.      | Антиказанова                            |                     |
| 1990.      | Gavre Princip - Himmel unter Steinen    |                     |
| 1994.      | Сваки пут кад се растајемо              | Јошко               |
| 1995.      | Видимо се                               | Круно               |
| 1996.      | Како је почео рат на мом отоку          | војник с Косова     |
| 1996.      | Летач Џо и Марија смјела                |                     |
| 1997.      | Руско месо                              |                     |
| 1998.      | Три мушкарца Мелите Жгањер              | асистент редитеља   |
| 1998.      | Блуз за Саро                            |                     |
| 1999.      | Трговци срећом                          | Бобо Кумерле        |
| 1999.      | Богородица                              | Столарски радник    |
| 1999.      | Garcia                                  |                     |
| 1999.      | Кад мртви запјевају                     | полицајац           |
| 2001.      | Небо сателити                           | заповједник         |
| 2001.      | Ничија земља                            | Нино                |
| 2002.      | 24 сата                                 |                     |
| 2003.      | Свједоци                                | Албанац             |
| 2003.      | Кајмак и мармелада                      |                     |
| 2004.      | Дуга мрачна ноћ                         | говорник            |
| 2004—2007. | Наша мала клиника                       | Др Вељко Кунић      |
| 2005.      | Дуга мрачна ноћ                         | говорник            |
| 2005—2010. | Битанге и принцезе                      | Роберт Кумерле Роби |
| 2007.      | Премијер                                | хрватски премијер   |
| 2008.      | Читуља за Ескобара                      | Милета              |
| 2007—2011. | Наша мала клиника                       | Др Вељко Зец        |
| 2009.      | Друг Црни у Народноослободилачкој борби | Хрвоје Будак        |
| 2009.      | Закон!                                  | капетан Драган      |
| 2009.      | Метастазе                               | Крпа                |
| 2011.      | Људождер вегетаријанац                  | Данко Бабић         |
| 2016.      | ЗГ 80                                   | Крпа                |